# Eritreja
Eritreja je država u sjeveroistočnoj Africi na obali Crvenog mora. Graniči sa Sudanom na sjeverozapadu, Etiopijom na jugu te Džibutijem na jugoistoku.
Nakon prestanka sovjetske vojne pomoći Etiopiji eritrejski gerilci uspjeli su početkom devedesetih pobijediti etiopske snage i izvojevati neovisnost. Mlada je država bila dodatno opterećena dvogodišnjim ratom s Etiopijom oko granične crte koji je izbio 1998. Obećana demokratizacija zemlje nije provedena i Eritreja je još uvijek jednostranačka država kojom vlada Narodni front za demokraciju i pravdu (PFDJ), nasljednik oslobodilačkog pokreta EPLF, i njegov vođa Isaias Afewerki. Svi su javni mediji u državnom vlasništvu.
Eritreja je među siromašnijim afričkim državama, BDP je u 2011. bio 1625 USD po stanovniku, mjereno po PPP-u (paritet kupovne moći).

## Povijest
Godine 1995. u Eritreji, su pronađeni ostaci hominida stariji od 1 milijun godina, za koje se smatra da bi mogli predstavljati poveznicu između hominida i prvih ljudi. Smatra se da se Eritreja nalazila na putu kojim su prvi ljudi naseljavali Stari svijet. Godine 1999. otkriveno je kameno oruđe staro oko 125 000 godina u zaljevu Zula južno od grada Massawa duž obale Crvenog mora. Spiljske crteže iz vremena epipaleolitika pronašli su talijanski kolonizatori u središnjem i sjeverozapadanom dijelu Eritreje. Smatra se područje danakilske pustinje ima važnu ulogu u istraživanju evolucije čovjeka.
Na prostoru današnje Eritreje postojale su neke od najstarijih civilizacija. Tako se Eritreja zajedno sa sjevernom Somalijom, Džibutijem i obalnim dijelom Sudana, smatra prostorom na kojem se najvjerojatnije nalazila, država koju su drevni Egipćani nazivali zemlja Punt ("Ta Netjeru") koja se prvi puta spominje u zapisima iz 25. stoljeća prije Krista. Puntiti su imali bliske odnose s Egipćanima u vrijeme faraona Sahure i kraljice Hatšepsut.
U vrijeme 8. stoljeća prije Krista, Kraljevstvo Damot (ili D'mt) postojalo je na području Eritreje i sjeverne Etiopije. Glavni grad je bio Jeha. Od prvog stoljeća prije Krista i u prvom stoljeću postojalo je Kraljevstvo Aksum.
U srednjem vijeku, jačanjem islama, moć Aksuma je slabila. Kulminacija dominacije islama u području zbila se 1557. kada su snage Sulejmana I. osvojile grad Massawu, susjedne gradove Arqiqo i Debarwa, te osnovali provinciju Habesh.
Granice današnje Eritreje, te čitavog područja nastale su tijekom europske kolonizacije područja. Tijekom srednjeg vijeka i otomanske okupacije povijesno ime Eritreje je bilo Bahre-Negash (Kraljevstvo mora). Nakon pada kraljevstva naziv je bio Medri Bahri ("Zemlja mora"). Italija je pred kraj 19. stoljeća osnovala koloniju pod nazivom Eritreja. Naziv je dobila prema latinskoj riječi Erythræa (od grčki: Erythraia, Ἐρυθραία), kako su nazivali Crveno more.  
U drugom svjetskom ratu britanci su pobjedom nad Talijanima u bitci za Keren 1941. preuzeli upravljanje kolonijom. Nakon drugog svjetskog rata, područja nekadašnje talijanske kolonije Eritreje federalizirana su u zajednicu s Etiopijom, rezolucijom UN 15. rujna 1952.
Ranih 1950-ih u Eritreji je još bilo oko 17 000 Talijana. Tada je u cijeloj zemlji bilo 300 km željeznice i 16 kinematografa. Niti jedan stanovnik nije bio fakultetski obrazovan, a 10 ih je imalo završenu srednju školu. 85 % stanovništva Asmare bilo je zaraženo veneričnim bolestima. Benito Mussolini je htio Asmaru učiniti biserom novog Talijanskog Carstva. Grad je izgrađen po uzoru na Tripolis, sa širokim ulicama, urešenim javnim zgradama i kanalizacijom. Talijani su podigli trkalište i klaonicu, ali nisu niti jednu školu. U neposrednoj okolini grada živjeli su poznati razbojnici Šifte, koji su se znali spuštati sve do mora. Na glasu je bilo domaće pivo zvano meloti.
Nakon dugogodišnje oružane i političke borbe za nezavisnost, Eritreja je 24. svibnja 1993. postala neovisna država. Zbog graničnog spora s Etiopijom, Eritreja je 1998. ušla u dvogodišnji rat, koji je završen sporazumom u Alžiru, potpisanim 2000.

## Zemljopis
Eritreja se nalazi na sjeveroistoku Afrike na obali Crvenog mora. Arhipelag Dahlak, koji se sastoji od dva velika i 124 mala otoka, nalazi se ispred pješčane i suhe obale nedaleko od grada Massawa, mjesto je ribarenja. Tjesnac Bab-el-Mandeb strateški je važan prolaz koji povezuje Eritreju i Jemen. Na jugu Eritreja graniči s Etiopijom, a na sjeverozapadu sa Sudanom. Afarski trokut (Dankilska depresija) je geološka depresija, stjecište tri tektonske ploče koje se razilaze. Najviša točka države je planina Emba Soira na 3018 m.

## Najveći gradovi
| Gradovi u Eritreji       | Gradovi u Eritreji | Gradovi u Eritreji       | Gradovi u Eritreji | Gradovi u Eritreji           | Gradovi u Eritreji |
|                          | Grad               | Stanovništvo             | Stanovništvo       | Regija                       |                    |
| Popis stanovništva 1984. | Grad               | Popis stanovništva 2010. |                    | Regija                       |                    |
| ------------------------ | ------------------ | ------------------------ | ------------------ | ---------------------------- | ------------------ |
| 1                        | Asmara             | 475.385                  | 649.707            | Maekel                       |                    |
| 2                        | Keren              | 126.149                  | 146.483            | Anseba                       |                    |
| 3                        | Teseney            | 52.531                   | 64.889             | Gash-Barka                   |                    |
| 4                        | Mendefera          | 22.184                   | 63.492             | Debub                        |                    |
| 5                        | Agordat            | 15.948                   | 47.482             | Gash-Barka                   |                    |
| 6                        | Assab              | 31.037                   | 39.656             | Južna crvenomorska regija    |                    |
| 7                        | Massawa            | 15.441                   | 36.700             | Sjeverna crvenomorska regija |                    |
| 8                        | Adi Quala          | 14.465                   | 34.589             | Debub                        |                    |
| 9                        | Senafe             | 14.019                   | 31.831             | Debub                        |                    |
| 10                       | Dekemhare          | 17.290                   | 31.000             | Debub                        |                    |
| 11                       | Segeneiti          | 13.328                   | 27.656             | Debub                        |                    |
| 12                       | Nakfa              | ?                        | 20.222             | Sjeverna crvenomorska regija |                    |
| 13                       | Adi Keyh           | 8.691                    | 19.304             | Debub                        |                    |
| 14                       | Barentu            | 2.541                    | 15.467             | Gash-Barka                   |                    |
| 15                       | Beilul             | ?                        | 14.055             | Južna crvenomorska regija    |                    |
| 16                       | Edd                | ?                        | 12.855             | Južna crvenomorska regija    |                    |
| 17                       | Ghinda             | 7.702                    | 10.523             | Sjeverna crvenomorska regija |                    |
| 18                       | Mersa Fatuma       | ?                        | 9.542              | Južna crvenomorska regija    |                    |
| 19                       | Himbirti           | ?                        | 8.822              | Maekel                       |                    |
| 20                       | Nefasit            | ?                        | 8.727              | Debub                        |                    |

## Administrativna podjela
Eritreja je podijeljena u šest regija (zobas), koje su podijeljene u distrikte (sub-zobas): 
1. Anseba (Adi Tekelezan, Asmat, Elabered, Geleb, Hagaz, Halhal, Habero, Keren, Kerkebet, Sel'a)
2. Debub (Adi Keyh, Adi Quala, Areza, Alitena, Debarwa, Dekemhare, Mai Ayni, Mai Mne, Mendefera, Segeneiti, Senafe, Tserona, Zalambessa)
3. Gash-Barka (Agordat, Badme, Barentu, Dghe, Forto, Gogne,Guluj, Haykota, La'elay Gash, Logo-Anseba (Adi Neamen Kebabi), Mensura, Mogolo, Molki, Om Hajer, Shambuko, Tesseney)
4. Južna crvenomorska regija (Are'eta, Središnja Dankalia, Južna Dankalia, Assab)
5. Maekel (Berikh, Ghala-Nefhi, Semienawi Mibraq, Serejaka, Debubawi Mibraq, Semienawi Mi'erab, Debubawi Mi'erab, Asmara)
6. Sjeverna crvenomorska regija (Afabet, Dahlak, Ghel'alo, Foro, Ghinda, Karura, Massawa, Nakfa, She'eb)

## Religija
Prema podatcima američkog ministarstva vanjskih poslova iz 2010. 50% stanovništva je islamske vjeroispovjesti. Kršćani čine 48% populacije dok ostali nemaju religiju.

## Šport
Najpopularniji sportovi u Eritreji su nogomet i biciklizam. Sportaši iz Eritreje od Olimpijskih igara u Sydneyu 2000. redovito nastupaju samostalno na ljetnim olimpijskim igrama. Atletičar Zersenay Tadese osvojio je jedinu olimpijsku medalju za Eritreju od samostalnosti (brončana medalja u utrci na 10000 m Atena 2004.). Od 1956. do 1992. sportaši iz Eritreje nastupali su pod zastavom Etiopije. 